# Packungsjahr
Das Packungsjahr, auch Päckchenjahr, englisch pack year (py), ist die Einheit, in welcher in statistischen oder medizinischen Veröffentlichungen die inhalierte Rauch-Dosis eines Zigarettenrauchers beschrieben wird. Daraus lässt sich die Anzahl der konsumierten Zigaretten abschätzen. Diese Dosis ist entscheidend für das Risiko, beispielsweise ein Bronchialkarzinom oder eine chronisch obstruktive Lungenerkrankung (COPD) zu entwickeln.
Die Zahl der täglich konsumierten Zigarettenpackungen (Inhalt ca. 20 Stück) wird mit der Zahl der Raucherjahre multipliziert. Beispiel: Ein Raucher raucht vier Jahre lang zwei Packungen Zigaretten am Tag, somit ergeben sich (2 ⋅ 4) acht Packungsjahre. Die Inhalationstiefe oder der Schadstoffgehalt der gerauchten Zigaretten als zusätzliche Risikofaktoren werden bei dieser Berechnung nicht beachtet.
Im klinischen Alltag wird statt der Berechnung der Packungsjahre auch eine bloße Unterscheidung in Personen, die nie geraucht haben, vormalige Raucher und Raucher vorgenommen.